# Mễ tửu

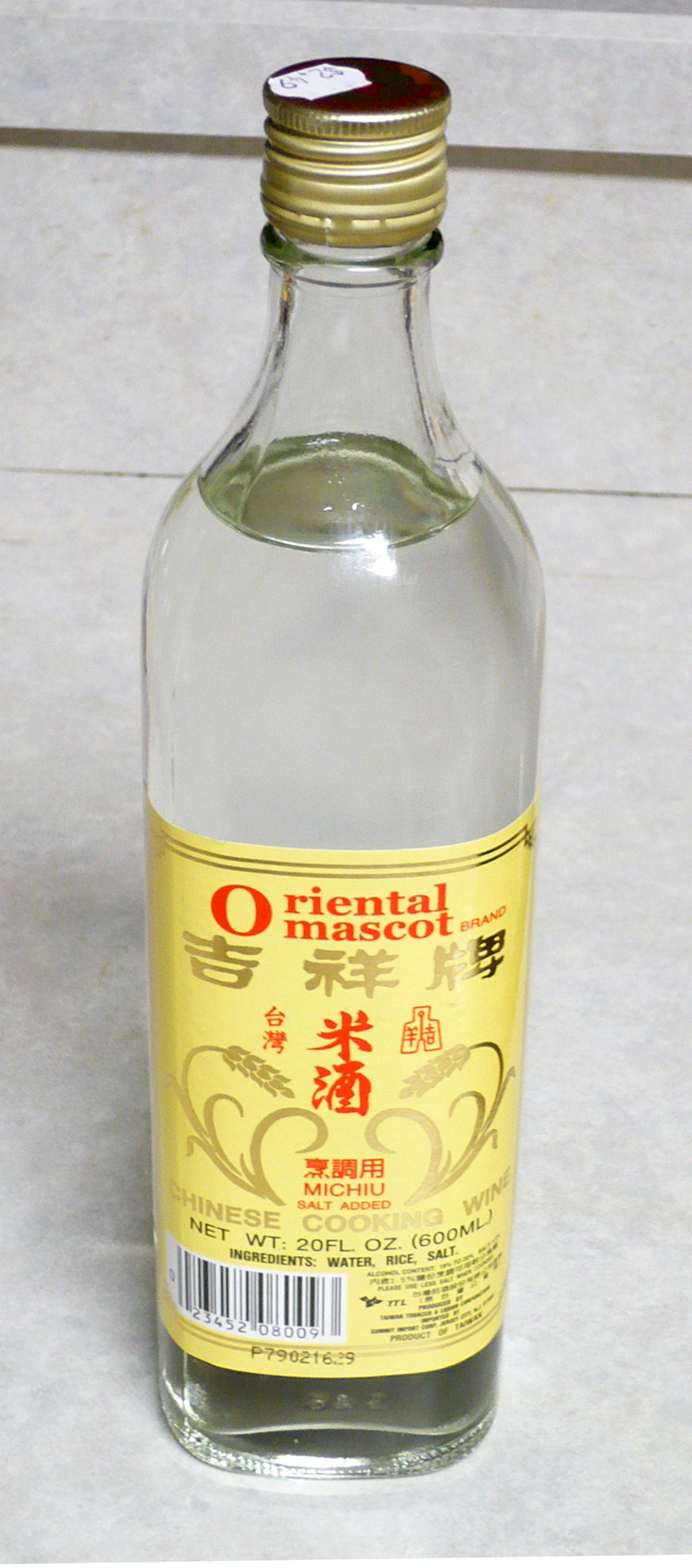
Một chai rượu mễ tửu của Đài Loan để nấu ăn

Mễ tửu (tiếng Trung: 米酒; bính âm: mǐjiǔ; Wade–Giles: mi-chiu; nghĩa đen 'rượu gạo') là một loại rượu gạo của Trung Quốc làm từ gạo nếp. Là một đồ uống lên men, nó được phân loại là một hình thức của hoàng tửu. Nhìn chung, nó có vẻ trong và có mùi vị ngọt ngào, tương tự như phiên bản sake của Nhật. Hàm lượng cồn của nó dao động từ 12% đến 20%. Rượu gạo được làm từ khoảng năm 1000 trước Công nguyên bởi người Trung Quốc cổ đại và sau đó cách làm này lan truyền sang Nhật Bản và các nước khác. Kể từ đó, nó đã đóng một vai trò quan trọng trong cuộc sống của người dân Trung Quốc. Trong hầu hết các siêu thị của Trung Quốc, có rất nhiều loại rượu gạo. Đây là một đồ uống truyền thống của người Trung Quốc và một số gia đình vẫn theo phong tục tự sản xuất rượu gạo. Rượu gạo được làm bằng gạo nếp, men của Trung Quốc và nước. Nó cũng được dùng như là một món khai vị và được cho là có lợi trong việc cải thiện sự trao đổi chất và da dẻ.
Mễ tửu thường được uống ấm, giống như sake, và cũng được sử dụng trong ẩm thực. Loại mễ tửu dùng cho nấu nước có sẵn trong các cửa hàng thực phẩm châu Á nói chung có chất lượng thấp hơn và thường chứa muối để tránh thuế rượu. Mễ tửu được sản xuất ở cả Trung Quốc và Đài Loan.
Một loại rượu mùi được chưng cất sâu gọi là rượu gạo bạch tửu (米白酒; pinyin: mǐbáijiǔ) được chưng cất từ mễ tửu.
Một dạng rượu gạo Trung Quốc không pha chế chứa bã rượu nếp có hàm lượng cồn rất thấp và thường cho trẻ em uống được gọi là tửu nhưỡng hoặc lao tao.
Tại Đài Loan, Tổng công ty Thuốc lá và Rượu Đài Loan (Cục Độc quyền) là nhà sản xuất chính, được gắn thương hiệu nhãn đỏ của Đài Loan. Hàm lượng cồn là 19.5%.

Mễ tửu thường được dùng trong nấu ăn các món như vịt tiềm với gừng, gà hầm dầu mè và gà hầm shochu.

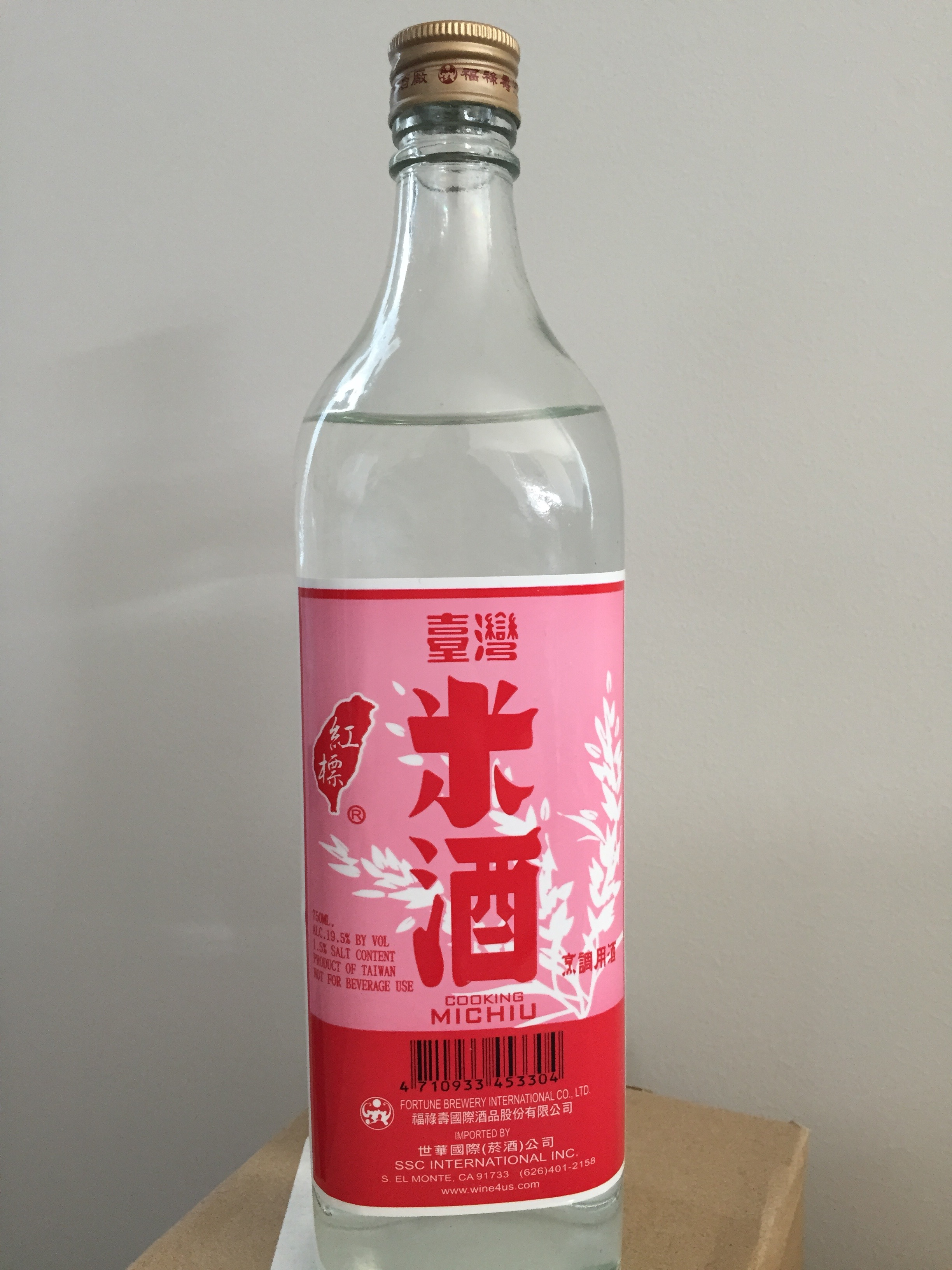
Mễ tửu Đài Loan

## Sử dụng
Mễ tửu thường được phụ nữ đang mang thai sử dụng. Cách truyền thống để sử dụng mễ tửu là đun sôi ba chai rượu và cho rượu bốc hơi trong khi nấu món gà. Người ta thực sự tin rằng bằng cách sử dụng công thức này có thể giúp phụ nữ chóng lành vết thương sau sinh.

## Món ăn
Mễ tửu được dùng trong các món tráng miệng như:
- Trứng đập lấy lòng cho vào rượu gạo
- Món súp ngọt với rượu gạo
- Rượu gạo với đường nâu